# Cladobotryum fungicola
Cladobotryum fungicola är en svampart som först beskrevs av G.R.W. Arnold, och fick sitt nu gällande namn av Rogerson & Samuels 1993. Cladobotryum fungicola ingår i släktet Cladobotryum och familjen Hypocreaceae.   Inga underarter finns listade i Catalogue of Life.